# رئیس‌جمهور قرقیزستان
رئیس‌جمهور قرقیزستان با نام رسمی رئیس‌جمهور جمهوری قرقیزی (به قرقیزی: Кыргыз Республикасынын президенти) رئیس کشور و دولت جمهوری قرقیزستان است. رئیس‌جمهور قرقیزستان ریاست قوه مجریه دولت ملی، فرماندهی کل نیروهای نظامی و ریاست شورای امنیت ملی را بر عهده دارد.
رئیس‌جمهور طبق قانون اساسی «نماد وحدت مردم، قدرت دولتی و ضامن قانون اساسی جمهوری قرقیزستان و یک فرد و شهروند است.»
دفتر ریاست‌جمهوری در سال ۱۹۹۰ تاسیس شد و جایگزین دفتر ریاست‌جمهوری شوروی سابق شد که از سال ۱۹۳۶ به شکل‌های مختلف وجود داشت در حالی که این کشور به‌عنوان جمهوری سوسیالیستی شوروی سابق شناخته می‌شد.
اولین مقام منتخب مردم عسکر آقایف بود که از اکتبر ۱۹۹۰ تا ۲۴ مارس ۲۰۰۵ این سمت را برعهده داشت. در ژوئیه ۲۰۰۵، قربان‌بیگ باقی‌یف انتخاب شد. او در سال ۲۰۰۹ دوباره انتخاب شد اما شورش‌های بزرگ در آوریل ۲۰۱۰ او را مجبور به استعفا و فرار از کشور کرد. رزا اوتونبایوا در آوریل ۲۰۱۰ به ریاست دولت موقت انتخاب شد. او به‌طور رسمی در ۳ ژوئیه ۲۰۱۰ به‌عنوان رئیس‌جمهور برای یک دورۀ محدود، تا زمان برگزاری انتخابات، برگزیده شد. جانشین او، الماس‌بیگ آتامبایف، در انتخابات ریاست‌جمهوری قرقیزستان در سال ۲۰۱۱ انتخاب شد و متعاقباً در اول دسامبر همان سال جانشین اوتونبایوا شد.
در ۱۶ اکتبر ۲۰۱۷، سورنبای جینبکف، نخست‌وزیر سابق، به‌عنوان رئیس‌جمهور این کشور انتخاب شد. او در ۲۴ نوامبر ۲۰۱۷ کار خود را آغاز کرد. در ۱۵ اکتبر ۲۰۲۰، جینبکف در پی ناآرامی‌ها بر سر انتخابات پارلمانی در ۴ اکتبر استعفا داد. صدر جباروف نخست‌وزیر پیشین جانشین وی شد که قبل از تایید رئیس‌جمهور در ۱۶ اکتبر به‌عنوان رئیس‌جمهور موقت انتخاب شده‌بود.
صدر جباروف ششمین و رئیس‌جمهور فعلی قرقیزستان است که از ۲۸ ژانویه ۲۰۲۱ این سمت را بر عهده دارد.